# ブノワ・ミュジー
ブノワー・ミュジー（Benoît Nicolas Musy、1917年12月13日 ‐ 1956年10月7日）は、スイス出身のオートバイレーサー、ドライバー。

## 生涯
ブノワーは、スイスの政治家ジャン＝マリー・ミジュー(en)の息子として、フリブール生まれた。農学者の資格をベルンで取得し、第二次世界大戦中は空軍に属した。彼は父の助力を受けながら、テレージエンシュタット強制収容所に収監されていた1200人とも言われる多くのユダヤ人を救ったとして、1944年に有名になった。
さらに彼は、レースの世界に身を投じたことで、更に著名な人物となった。オートバイではモト・グッツィを駆ってロードレース世界選手権に出場し、自動車レースでは主にマセラッティに乗り、1950年代中ごろのヨーロッパ・スポーツカー選手権を何度も制した。
彼は1956年、フランス・エソンヌ県のAutodrome de Montlhéryで開催されたレース中の事故で死亡した。

## 戦歴

### ロードレース世界選手権
1949年のポイントシステム
| 順位     | 1  | 2 | 3 | 4 | 5 | ファステストラップ |
| ポイント | 10 | 8 | 7 | 6 | 5 | 1                  |

1950年から1968年までのポイントシステム
| 順位     | 1 | 2 | 3 | 4 | 5 | 6 |
| ポイント | 8 | 6 | 4 | 3 | 2 | 1 |

- 凡例
- ボールド体のレースはポールポジション、イタリック体のレースはファステストラップを記録。

| 年   | クラス | チーム         | 1     | 2     | 3     | 4     | 5     | 6     | 7     | 8     | ポイント | 順位 | 勝利数 |
| ---- | ------ | -------------- | ----- | ----- | ----- | ----- | ----- | ----- | ----- | ----- | -------- | ---- | ------ |
| 1949 | 250cc  | モト・グッツィ | IOM - | SUI 5 | ULS - | ITA - |       |       |       |       | 5        | 13位 | 0      |
| 1950 | 250cc  | モト・グッツィ | IOM - | SUI 4 | ULS - | ITA - |       |       |       |       | 3        | 9位  | 0      |
| 1951 | 250cc  | モト・グッツィ | SPA - | SUI 4 | IOM - | BEL - | NED - | FRA - | ULS - | ITA - | 3        | 8位  | 0      |
| 1951 | 500cc  | モト・グッツィ | SPA - | SUI 5 | IOM - | BEL - | NED - | FRA - | ULS - | ITA - | 2        | 19位 | 0      |